# ニコラス・カザン
ニコラス・カザン（Nicholas Kazan, 1945年9月15日 - ）は、アメリカ合衆国の脚本家、映画プロデューサー、映画監督である。『運命の逆転』（1990年）によりアカデミー賞脚色賞にノミネートされた。

## 生い立ちと私生活
ニューヨークで生まれる。父は映画監督のエリア・カザン、母は劇作家のモリー・カザンである。母モリーはトーマス・アンソニー・サッチャー、ジェレマイア・デイ、ロジャー・シャーマンらの直系の子孫である。
1984年に同じく脚本家のロビン・スウィコードと結婚する。娘のゾーイ・カザンとマヤ・カザンは共に女優となった。

## 主なフィルモグラフィ
- Showboat 1988 (1977) 脚本
- 女優フランシス Frances (1982) 脚本
- ロンリー・ブラッド At Close Range (1986) 脚本・原案
- テロリズムの夜/パティ・ハースト誘拐事件（英語版） Patty Hearst (1988) 脚本
- 運命の逆転 Reversal of Fortune (1990) 脚本・共同製作
- モブスターズ/青春の群像 Mobsters (1991) 脚本
- 水曜日に抱かれる女（英語版） Dream Lover (1993) 監督・脚本
- マチルダ Matilda (1996) 脚本・共同製作
- ワイルド・スモーカーズ Homegrown (1998) 脚本
- 悪魔を憐れむ歌 Fallen (1998) 脚本・製作総指揮
- アンドリューNDR114 Bicentennial Man (1999) 脚本
- イナフ Enough (2002) 脚本
- The Whole Truth (2016) 脚本

## 受賞とノミネート
| 賞                           | 年   | 部門   | 作品       | 結果       |
| ---------------------------- | ---- | ------ | ---------- | ---------- |
| アカデミー賞                 | 1990 | 脚色賞 | 運命の逆転 | ノミネート |
| ゴールデングローブ賞         | 1990 | 脚本賞 | 運命の逆転 | ノミネート |
| ロサンゼルス映画批評家協会賞 | 1990 | 脚本賞 | 運命の逆転 | 受賞       |